# Galerías Mazatlán
Galerías Mazatlán es un centro comercial del tipo Fashion Mall ubicado en la zona de Marina Mazatlán en la ciudad portuaria de Mazatlán, Sinaloa, México, propiedad de la empresa mexicana El Puerto de Liverpool en su división inmobiliaria Galerías. La obra inició su construcción a finales de 2011, e inició sus operaciones el 14 de marzo de 2013 con la apertura de la tienda departamental Liverpool. El complejo comercial fue inaugurado de manera oficial el 8 de noviembre de 2013, encabezado por el entonces Gobernador del Estado de Sinaloa, Mario López Valdez.

## Historia
Galerías Mazatlán surgió a finales del año 2011 cuando la empresa El Puerto de Liverpool en su división inmobiliaria Galerías inició la construcción del complejo comercial, cuya construcción estuvo encabezada por el director del proyecto Carlos Gálvez así como del asesor general de Galerías Mazatlán, Raúl León. El complejo comercial inició operaciones el 14 de marzo de 2013 con la apertura de la tienda departamental Liverpool, el cual contó con una inversión de casi 400 millones de pesos además de la generación de 325 empleos directos durante su construcción así como de 400 empleos directos y 800 indirectos durante la apertura, cuyo corte de listón inaugural de la tienda departamental bajo una superficie de 14,800 metros cuadrados de piso de ventas, fue encabezado por el entonces Gobernador de Sinaloa, Mario López Valdez, junto con el presidente Municipal de Mazatlán, Alejandro Higuera Osuna, el director general de Grupo Liverpool, Jorge Salgado, el diputado Local Caros Felton, el presidente de la Canaco local, Guillermo Romero y el director de operaciones de Liverpool, Felipe Ávila Huerta.
La obra fue inaugurada de manera oficial el 8 de noviembre de 2013, cuya ceremonia inaugural con corte de listón fue encabezado por el entonces Gobernador del Estado de Sinaloa, Mario López Valdez junto con el director de Liverpool Inmobiliaria, Miguel Bordes así como del entonces Gobernador del Estado de Durango, Jorge Herrera Caldera, cuya apertura generó un total de 1,200 empleos directos y 2,000 más durante su inauguración 
El 29 de abril de 2014, el centro comercial inicia su proceso de ampliación con la inauguración de la tienda departamental Sears del Grupo Carso, el cual fue encabezado por el entonces presidente municipal de Mazatlán, Carlos Felton junto con los directivos de la tienda departamental Sears y del director comercial de Sears, Edgar Smolensky. 
El 16 de mayo de 2015, Galerías Mazatlán pasa por una reestructuración comercial con la inauguración de la tienda departamental sueca H&M en la planta baja del centro comercial, encabezado por el gerente de ventas de H&M en México, Daniel Lattemann, el cual se generó un total de 50 empleos a partir de su apertura.
El 26 de julio de 2024, Galerías Mazatlán pasa por otra reestructuración comercial y con ello se lleva a cabo la apertura de la tienda de belleza de origen francés Sephora en la planta baja, cuyo corte de listón inaugural fue encabezada por la directora de retail de Sephora México, Aimée Verdín Madrigal junto con el gerente de la tienda en el puerto, Luis Echeagaray; la CEO de la compañía, Cindy González, la supervisora distrital de la marca, Arianna Caseco y la influencer mexicana Andy Benavides.

## Ubicación
El centro comercial está ubicado en Avenida del Delfín esquina con Avenida de la Marina, en la zona de Marina Mazatlán. Marina Mazatlán es una zona de crecimiento urbano en infraestructura y comercio para la zona norte de Mazatlán. Es el centro comercial más grande y moderno de Mazatlán, seguido por La Gran Plaza Mazatlán.

## Tiendas
El centro comercial cuenta con tiendas de prestigio enfocados principalmente a la moda, al esparcimiento, y al uso personal, así como restaurantes, zona de fast food, boutiques y salas de cine.
Algunas de sus tiendas son:

### Anclas
- Liverpool (Departamental)[13]
- Sears (Departamental)[14]
- Cinemex (Salas de cines)

### Algunas Tiendas y Restaurantes
- Muebles Dico
- Starbucks Coffee
- Italianni's
- Martí
- +Kota
- Nutrisa
- Yog & Berry
- Juguetrón
- LOB
- LOB Footwear
- Game Planet
- Dorothy Gaynor
- Pizzeta
- Aeropostale
- Hang Ten
- Diversiones Galex
- Cuadra
- Piel de Plata
- Capa de Ozono
- Apple
- Siria

entre otros